# Filip Holländer
Filip Holländer, född den 24 juli 1993, är en svensk fotbollsspelare som spelar för Örgryte IS. Han slog igenom säsongen 2012 då han tog en ordinarie plats på lagets mittfält i Division 1 Södra. För det belönades han med supporterklubben Balders Hages pris till Årets spelare. När Örgryte säsongen 2013 spelade i Superettan missade Holländer dock stora delar av säsongen på grund av mykoplasma.
Holländer tvingades i december 2014 avsluta sin karriär som elitspelare, endast 21 år gammal. 
Efter fotbollskarriären valde Holländer att vidareutbilda sig inom ekonomi på Handelshögskolan vid Göteborgs Universitet.